# Кунс, Бенджамин
Бенджамин Кунс (англ. Benjamin Koons; род. 9 апреля 1986, Данидин) — новозеландский лыжник, участник Олимпийских игр в Ванкувере. Специализируется в дистанционных гонках. 
В Кубке мира Кунс дебютировал в декабре 2005 года, всего на сегодняшний момент стартовал в 4-х гонках в рамках Кубка мира, лучший результат 60-е место в дуатлоне 15+15 км показанный в декабре 2005 года. В рамках Северо-Американского кубка 4-е раза попадал в тридцатку лучших, а в общем итоговом зачёте лучшим для Кунса результатом является 73-е место в сезоне 2009-10.
На Олимпиаде-2010 в Ванкувере был заявлен в трёх гонках: 15 км коньком - не стартовал, дуатлон 15+15 км - снят с дистанции в связи с отставанием более чем на круг, масс-старт на 50 км - 46-е место.
За свою карьеру принимал участие в одном чемпионате мира, на чемпионате-2011 стартовал в четырёх гонках, лучший результат 20-е место в командном спринте.
Примет участие в Олимпийских играх в Сочи 2014